# Episodi di Squid Game (prima stagione)

Logo coreano della prima stagione

La prima stagione della serie televisiva Squid Game, composta da nove episodi, è stata interamente pubblicata sulla piattaforma di streaming Netflix il 17 settembre 2021.
In Italia è stata distribuita in lingua coreana sottotitolata in italiano. Il 30 novembre 2021 viene aggiunta su Netflix la versione doppiata in italiano.
| nº | Titolo originale                                     | Titolo italiano             | Pubblicazione     |
| -- | ---------------------------------------------------- | --------------------------- | ----------------- |
| 1  | 무궁화 꽃이 피던 날?, Mugunghwa kkoch-i pideon nalLR | Un, due, tre, stella        | 17 settembre 2021 |
| 2  | 지옥?, Ji-okLR                                       | Inferno                     | 17 settembre 2021 |
| 3  | 우산을 쓴 남자?, Usan-eul sseun namjaLR              | L'uomo con l'ombrello       | 17 settembre 2021 |
| 4  | 쫄려도 편먹기?, Jjollyeodo pyeonmeokgiLR             | Non si abbandona la squadra | 17 settembre 2021 |
| 5  | 평등한 세상?, Pyeongdeunghan sesangLR                | Un mondo giusto             | 17 settembre 2021 |
| 6  | 깐부?, KkanbuLR                                      | Gganbu                      | 17 settembre 2021 |
| 7  | VIPS                                                 | I VIP                       | 17 settembre 2021 |
| 8  | 프론트맨?, PeuronteumaenLR                           | Front Man                   | 17 settembre 2021 |
| 9  | 운수 좋은 날?, Unsu joh-eun nalLR                    | Un giorno fortunato         | 17 settembre 2021 |

## Un, due, tre, stella
- Titolo originale: 무궁화 꽃이 피던 날?, Mugunghwa kkoch-i pideon nalLR; lett. "Il giorno in cui fiorisce l'ibisco"
- Diretto da: Hwang Dong-hyuk
- Scritto da: Hwang Dong-hyuk

### Trama
Seong Gi-hun è un uomo di 47 anni indebitato e dipendente dal gioco d'azzardo che vive alla giornata con la madre col suo sostegno economico, mentre la figlia, Ga-yeong, vive con l'ex moglie. Gi-hun scommette su una corsa di cavalli vincendo la scommessa. Poco dopo, Gi-hun si scontra con una borseggiatrice che ne approfitta per rubargli il montepremi vinto. Gi-hun viene così costretto a firmare con gli strozzini un contratto per la rinuncia ai diritti fisici nel caso non riuscisse a pagare i debiti. Rientrato a casa, Gi-hun scopre da sua madre che la ex moglie e la figlia si trasferiranno negli Stati Uniti a causa del lavoro del nuovo marito.
Rientrando a casa viene avvicinato da un uomo che lo sfida a giocare a ddakji: se Gi-hun vince, riceverà 100.000 won. Dopo che Gi-hun vince un po' di soldi, l'uomo gli rivela di sapere il suo nome e tutta la sua situazione, pertanto gli dà un biglietto da visita per partecipare ad altri giochi con in palio una gran quantità di denaro. Anche a seguito del trasferimento della figlia, si convince a chiamare il numero sul biglietto, iscrivendosi al gioco. Viene recuperato da un'auto, all'interno della quale viene narcotizzato con del gas. Si risveglia in una camerata insieme ad altre 455 persone con problemi finanziari; a ciascuno di loro è stato assegnato un numero e Gi-hun è il numero 456. Gi-hun incontra il numero 001, un uomo anziano con un tumore al cervello, e il numero 218, alias Cho Sang-woo, un suo vecchio amico d'infanzia con la nomea di essere il più intelligente del quartiere. Un combattimento attira la loro attenzione: i due sono i giocatori 101, un gangster, e 067, che Gi-hun riconosce come la borseggiatrice vedendo la cicatrice sul collo. Prima che possa succedere qualcos'altro, i partecipanti vengono raggiunti da nove guardiani con delle tute rosso acceso e con una maschera nera con sopra un quadrato, un triangolo o un cerchio. I guardiani annunciano che si svolgeranno sei giochi con in palio una bella somma di denaro. I giocatori firmano un accordo con tre clausole che impongono loro di non abbandonare i giochi, a meno di una votazione a maggioranza, e che chi rifiuta di giocare viene eliminato. Un uomo mascherato vestito di nero, che si fa chiamare Frontman, controlla lo svolgimento dell'azione da un monitor.
Il primo gioco è una sorta di Un, due, tre, stella!: chi si muove dopo la conta di un enorme robot dalle sembianze di una bambina verrà eliminato. I giocatori 324 e 250 sbagliano e vengono uccisi con un colpo di arma da fuoco: l'improvvisa consapevolezza che l'eliminazione dal gioco comprende l'omicidio causa il panico tra i partecipanti che cercano invano di scappare, finendo uccisi, e solo pochi restano immobili, tra cui l'anziano giocatore 001, che prende tutto come un gioco vero e sembra l'unico sereno nel parteciparvi. Gi-hun, insieme ad altri 200 giocatori, tra cui il numero 001, 101, 067 e Sang-woo, riesce a superare la linea rossa, anche grazie all'intervento del giocatore 199, il pakistano Alì Abdul, che lo trattiene poco prima che potesse inciampare e quindi essere eliminato, mentre quelli che non riescono ad arrivarvi allo scadere del tempo vengono uccisi. La struttura si chiude dall'alto e viene mostrata l'isola su cui si tiene il gioco.

## Inferno
- Titolo originale: 지옥?, Ji-okLR; lett. "Inferno"
- Diretto da: Hwang Dong-hyuk
- Scritto da: Hwang Dong-hyuk

### Trama
Terrorizzati da quanto hanno visto e subito, alcuni dei sopravvissuti del primo gioco chiedono di andarsene. Secondo la terza clausola dell'accordo, se la maggioranza accetta di interrompere i giochi tutti verranno rimandati a casa. Le guardie accettano di far votare i giocatori, non prima di aver rivelato che la vincita totale sarà pari a 45,6 miliardi di won (circa 30 milioni di euro). Alla votazione è decisivo il voto del giocatore 001, che dopo la parità dei voti, sceglie di interrompere i giochi. Al ritorno, Gi-hun va alla polizia per denunciare l'accaduto, mostrando anche il biglietto da visita col numero di telefono, ma è disattivato e i poliziotti pensano che si stia prendendo gioco di loro. L'unico a credere alla sua storia è il detective Hwang Jun-ho, il cui fratello scomparso ha ricevuto la stessa carta di Gi-hun. L'organizzazione dà la possibilità ai partecipanti di riprendere a giocare e quasi tutti, tranne 14, tornano, tra cui Gi-hun (la cui madre ha bisogno di un intervento medico), Sang-woo (che sta per essere arrestato per frode finanziaria) e i giocatori 001, 067 (che vuole liberare la madre e ricostruire una famiglia insieme al fratello minore), 199 (che ha attaccato il suo capo per aver trattenuto gli stipendi per sei mesi) e 101, alias Jean Deok-su (che deve i soldi a dei croupier filippini). Jun-ho segue segretamente Gi-hun quando viene raccolto dallo staff.

## L'uomo con l'ombrello
- Titolo originale: 우산을 쓴 남자?, Usan-eul sseun namjaLR; lett. "L'uomo con l'ombrello"
- Diretto da: Hwang Dong-hyuk
- Scritto da: Hwang Dong-hyuk

### Trama
Jun-ho si nasconde tra il personale mascherato, sostituendosi al Cerchio numero 29. Dopo aver parlato con due membri dello staff, scopre che le guardie sono suddivise in una gerarchia: i Quadrati sono manager, i Triangoli soldati armati e i Cerchi operai. I Cerchi non possono parlare se non sotto concessione dei superiori e tutti sono obbligati ad indossare la maschera nera. I giocatori iniziano a formare delle alleanze: Gi-hun, Sang-woo, l'anziano 001 e Alì si uniscono in gruppo, mentre il gangster Deok-su riunisce la sua banda, in cui accoglie Han Mi-nyeo (la numero 212), che diventa la sua donna. Quella notte, Mi-nyeo chiede di andare al bagno e viene seguita dalla giocatrice 067, che si intrufola nelle prese d'aria e osserva lo staff sciogliere dello zucchero in pentole enormi. Nel secondo gioco, i partecipanti devono scegliere uno tra quattro simboli (cerchio, triangolo, stella, ombrello) e ricevono un dalgona, una piccola cialda coreana su cui è inciso il simbolo scelto, da scontornare perfettamente con un ago. Alì sceglie la forma del cerchio, la numero 067 e Sang-woo il triangolo, Deok-su, Mi-nyeo e il vecchio 001 la stella, mentre Gi-hun prende la forma più difficile: l'ombrello, la cui difficoltà è mostrata dalla morte del giocatore 369, Park Ju-un (primo giocatore a venire eliminato nel gioco). Alla fine, riesce comunque a completare il gioco, leccando il retro della cialda per scioglierla, mentre Mi-nyeo aiuta Deok-su a completare il gioco con un accendino di contrabbando. Jun-ho, nel frattempo, è sul campo da gioco e osserva con sgomento tutto l'orrore, quando un Quadrato lo richiama ricordandogli che il suo compito è di portare via i giocatori eliminati. Quando il detective risponde che si era confuso, il superiore gli dice di aspettare la fine del gioco e poi di spiegargli meglio la sua confusione. Alla fine del gioco, il giocatore 119 rompe la forma ritagliata, perdendo, ma prima che un Triangolo lo uccida, lui riesce a ferirlo conficcandogli l'ago nella faccia (penetrando la maschera) e si impossessa della sua pistola, prendendo in ostaggio un Quadrato e costringendolo a levarsi la maschera; quando vede che è solo un ragazzino, rimane così scioccato da suicidarsi. A quel punto, nella stanza arriva il Frontman, che uccide la guardia smascherata per aver infranto la regola sul non rivelare mai la propria identità. Dopo che il Frontman e le guardie se ne vanno, arrivano i Cerchi, compreso Jun-ho, il quale prende la maschera del Quadrato ucciso, che sembra essere lo stesso superiore che l'aveva richiamato prima. Al termine del gioco, rimangono 108 giocatori.

## Non si abbandona la squadra
- Titolo originale: 쫄려도 편먹기?, Jjollyeodo pyeonmeokgiLR; lett. "Mangia bene, anche se hai paura"
- Diretto da: Hwang Dong-hyuk
- Scritto da: Hwang Dong-hyuk

### Trama
Il giocatore 111, un medico di nome Byeong-gi lavora con alcune guardie (due Triangoli, due Cerchi e un Quadrato che li controlla con le telecamere) per prelevare gli organi dai giocatori morti, in cambio di informazioni sui giochi successivi. I Triangoli operano col medico, mentre i Cerchi sono la squadra delle consegne degli organi. Non appena arriva uno dei due Cerchi, il numero 28, si scopre che l'altro Cerchio addetto alle consegne era il numero 29, ovvero proprio quello che Jun-ho aveva sostituito uccidendolo, ma che ora non è presente in quanto ha indosso la maschera del Quadrato. Sotto suggerimento delle guardie, riguardo a un'imminente rissa notturna, Byeong-gi si unisce ai giocatori più forti, la banda di Deok-su, offrendo loro quelle stesse informazioni in cambio della loro protezione. Lo staff fomenta la discordia tra i giocatori e Deok-su uccide un altro uomo, il giocatore 271, il che si traduce solo in un aumento del premio in denaro. Si capisce quindi che nel gioco è permesso uccidersi a vicenda. Dopo lo spegnimento delle luci, scoppia la rivolta e 27 giocatori vengono uccisi. La giocatrice 067 si unisce alla squadra di Gi-hun, che la protegge dalla banda di Deok-su. Quando l'anziano 001, spaventato a morte, prega tutti di fermarsi, Frontman manda i guardiani a porre fine alla rivolta. Anche il detective è presente nel dormitorio e va verso Gi-hun a chiedergli se tra loro c'è un giocatore che si chiama Hwang In-ho, nonché il fratello maggiore scomparso. Gi-hun però risponde che non lo sa in quanto i giocatori tra loro non conoscono i propri nomi. Perciò, più tardi, la squadra di Gi-hun si scambia i nomi: Alì si presenta e lo stesso fa la giocatrice 067, alias Kang Sae-byeok, mentre 001 sembra avere difficoltà a parlare e a ricordare il suo nome. Nel terzo gioco, ai giocatori viene detto di formare otto squadre di dieci persone. Sapendo che il gioco è un tiro alla fune, Deok-su e il medico radunano gli uomini più robusti e poi il gangster caccia via Mi-nyeo, che deve unirsi alla squadra di Gi-hun, più debole, a cui nel frattempo si sono uniti i giocatori 276, 244, 196 e 240. Il gioco si svolge sopra una coppia di altissimi ponti: le squadre vengono scelte casualmente e chi perde cade da decine di metri d'altezza. La squadra di Deok-su va per prima e batte con facilità la squadra avversaria, anche se uno dei loro avversari, il giocatore 204, riesce a sopravvivere alla caduta. Tocca poi alla squadra di Gi-hun, che però è più debole sulla carta in quanto loro hanno un anziano e tre donne mentre gli avversari sono tutti uomini. L'anziano 001, però, offre dei consigli tattici alla squadra ricordando di essere stato da giovane il più forte al tiro alla fune.

## Un mondo giusto
- Titolo originale: 평등한 세상?, Pyeongdeunghan sesangLR; lett. "Un mondo uguale"
- Diretto da: Hwang Dong-hyuk
- Scritto da: Hwang Dong-hyuk

### Trama
La squadra di Gi-hun vince il tiro alla fune usando le strategie sia dell'anziano 001 che di Sang-woo. Più tardi, in camerata, aspettandosi un'altra rivolta, la squadra di Gi-hun costruisce una barricata e si alternano di guardia a coppie, ma il gruppo di Deok-su non attacca, in quanto quest'ultimo, mentre si prendeva gioco di Gi-hun quando costruiva la barricata, si era sentito dire da quest'ultimo che, se fosse stato un suo membro della banda, di notte lo avrebbe ucciso in quanto più forte di tutti. La notte stessa, durante il suo turno di guardia, Gi-hun presta soccorso all'anziano 001, che accusa forti dolori a causa del tumore. Nel frattempo, Jun-ho rimette la maschera del Cerchio, recandosi col numero 28, che gli dà un ultimatum di non sparire più, pena la morte, verso la sala operatoria. Durante la rimozione degli organi del giocatore 204 (ormai morto per emorragia oppure soffocamento), Jun-ho scopre che in passato c'era un cadavere con un rene solo, supponendo fosse suo fratello, in quanto in passato gli aveva donato un rene. Al termine del turno lavorativo, Jun-ho e il numero 28 vanno via, mentre il medico chiede ai due Triangoli quale sarà il quarto gioco, ma questi, per la prima volta, non lo sanno; sapendo che Deok-su ucciderà Byeong-gi perché non conosce il gioco successivo, l'altro si arma di bisturi, prende in ostaggio uno dei Triangoli e minaccia di ucciderlo se l'altra guardia non scoprirà qual è il quarto gioco. Tuttavia il Triangolo riesce a liberarsi dalla presa, ma il medico lo uccide per poi scappare, inseguito dall'altro uomo mascherato. Dopo essere arrivati nella stanza dove si è svolto il secondo gioco, la guardia tenta di calmare l'uomo e si toglie la maschera per avere fiducia da parte del giocatore, anche se in realtà, una volta vicino a lui, ha intenzione di ucciderlo con un coltello, ma viene ferita alla mano da un colpo di pistola sparato da Frontman, giunto con un gruppo di guardie. A causa del favoreggiamento dato a quel giocatore, il capo accusa la guardia di aver impedito ai partecipanti di giocare ad armi pari. La guardia viene dunque giustiziata dal Frontman e successivamente uno dei Triangoli fa altrettanto con il medico. Frontman ordina poi una caccia all'uomo rivolta a Jun-ho, il quale, continuando le proprie indagini, ha ucciso il Cerchio numero 28 (gli aveva rivelato che il cadavere senza un rene era una donna) e si è recato nell'alloggio del Frontman, dove ha scoperto che i giochi vengono praticati da oltre trent'anni, dal 1988, e che suo fratello In-ho ha vinto l'edizione del 2015. (Iniziano 80 giocatori - rimangono 39 giocatori).

## Gganbu
- Titolo originale: 깐부?, KkanbuLR; lett. "Gganbu"
- Diretto da: Hwang Dong-hyuk
- Scritto da: Hwang Dong-hyuk

### Trama
Prima di iniziare il nuovo gioco, ai giocatori vengono mostrati i cadaveri appesi del medico e delle guardie corrotte, mentre un Quadrato avvisa tramite altoparlante che mai più una tale cosa accadrà nuovamente. Per il quarto gioco, ai giocatori viene chiesto di formare delle coppie. Sang-woo sceglie Alì, Gi-hun il giocatore 001 e Sae-byeok la giocatrice 240, alias Ji-yeong. Poiché c'è un numero dispari di giocatori, a causa della morte di Byeong-gi, uno dei giocatori rimarrà senza compagno; quel giocatore diventa Mi-nyeo, il cui comportamento superiore non le ha fatto trovare un partner, che viene trascinata via dalle guardie. Il gioco consiste in una partita di biglie a scelta contro il proprio partner, in cui vincerà chi riuscirà a ottenere tutte le biglie dell'altro entro mezz'ora senza usare la violenza. Sae-byeok e Ji-yeong accettano di giocare a un semplice tutto o niente, ma, dopo aver parlato delle proprie vite, Ji-yeong lascia vincere Sae-byeok sostenendo come quest'ultima abbia ancora una ragione per cui vivere. Sang-woo sta invece perdendo ma inganna Alì: sostituite le biglie con dei sassolini, lo manda a cercare delle coppie contro cui giocare e si presenta a una guardia con le 20 biglie vinte, causando l'uccisione del compagno. Deok-su, dopo aver quasi perso al tradizionale gioco delle biglie con un suo scagnozzo, il numero 278, propone una variante, che vince per pura fortuna. Gi-hun perde molto tempo dopo che al giocatore 001 viene uno smarrimento perché il set gli ricorda il quartiere dove viveva con la propria famiglia; una volta tornati a giocare, Gi-hun, approfittando della demenza dell'avversario, cerca di ingannarlo per vincere, ma 001 rivela di essersi accorto dell'inganno, permettendogli comunque di vincere regalandogli l'ultima biglia e ringraziandolo per aver giocato con lui. Prima di essere ucciso, 001 dice a Gi-hun che è il suo gganbu, un amico fidato, e gli rivela finalmente di ricordare il suo nome: Oh Il-nam. (Iniziano 39 giocatori - rimangono 17 giocatori)

## I VIP
- Titolo originale: VIPS
- Diretto da: Hwang Dong-hyuk
- Scritto da: Hwang Dong-hyuk

### Trama
I giocatori tornano al dormitorio e scoprono che Mi-nyeo è ancora viva e li sta aspettando: a causa della morte del dottore, lei non aveva avuto un compagno, dunque il gioco sarebbe andato contro le regole di uguaglianza che vigevano all'interno della struttura. Il Frontman intanto, recatosi nei suoi alloggi si rende conto della presenza di un intruso (capendo che è un agente della polizia) a causa del modo in cui Jun-ho ha riagganciato il ricevitore del telefono (al contrario rispetto a come era solito posizionarlo) e comincia a dargli la caccia. Tutti sono sconvolti dopo quanto accaduto col gioco delle biglie, specialmente il giocatore 069, che ha battuto sua moglie. Quella notte, preso dai sensi di colpa, il giocatore si suicida impiccandosi. Nel frattempo arrivano i VIP, un gruppo di ricchi uomini con elaborate maschere d'oro raffiguranti animali, giunti sull'isola per vedere dal vivo lo Squid Game e a scommettere sui giocatori. Vengono accolti dal Frontman a nome del conduttore, ufficialmente indisposto, in una sala opulenta con persone che svolgono il ruolo di tavolini o di semplice presenza scenica in body painting. Jun-ho si finge un cameriere mascherato e un VIP pervertito cerca di abusarne sessualmente in una stanza privata, ma il detective riesce a minacciare il VIP con una pistola, a togliergli la maschera e a interrogarlo sullo Squid Game, registrando col cellulare la sua confessione, poi lo stende e scappa con le informazioni sul gioco usando un kit da sub. Il quinto gioco obbliga i partecipanti a prendere delle pettorine numerate dall'1 al 16 e ad attraversare un ponte in pannelli di vetro: alcuni normali e fragili, altri temperati, più robusti e capaci di sostenere il peso di due persone. Il giocatore 096, il primo a dover attraversare, cade al secondo tentativo. Dopo che un'altra giocatrice anziana cade, tocca a un ragazzo il quale, in quanto insegnante di matematica, calcola istericamente le proprie possibilità di vittoria, cadendo poi in una rapida sequenza che un giocatore non riesce a ricordare, dopo aver provato a fare affidamento sulla giocatrice 453. Tocca al giocatore religioso, il 244, il quale inizia invece a pregare, mandando nel panico il giocatore dietro, che prova senza successo a spingerlo giù, salvo poi morire spinto da un altro giocatore. Il giocatore 407 cade, lasciando Deok-su in prima linea, ma è spaventato e si rifiuta di muoversi; Mi-nyeo lo accusa di codardia e lo afferra, ricordandogli che lo avrebbe ucciso se l'avesse tradita, al che i due cadono insieme. Dopo che un altro giocatore cade, rimangono quattro giocatori: dall'ultimo, Gi-hun, precedono Sae-byeok, Sang-woo e davanti il giocatore 017, Do Jung-soo, che afferma di essere un vetraio con esperienza trentennale. Il vetraio riesce ad individuare i pannelli giusti grazie al riflesso della luce, ma il Frontman, capendo il suo metodo guardando anche il suo dossier, dove c'è scritto che ha lavorato nell'industria vetraia dal 1987 al 2020, spegne le luci impossibilitandogli il trucco proprio prima dell'ultima lastra. Quando il tempo sta per finire, Sang-woo lo spinge, uccidendolo, per capire quale sia l'ultimo pannello di vetro temperato. Gi-hun, Sang-woo e Sae-byeok completano il gioco, dopodiché i pannelli rimasti vengono crivellati di colpi dall'alto e i loro frammenti feriscono i giocatori. (Iniziano 16 giocatori - rimangono 3 giocatori)

## Front Man
- Titolo originale: 프론트맨?, PeuronteumaenLR; lett. "Front Man"
- Diretto da: Hwang Dong-hyuk
- Scritto da: Hwang Dong-hyuk

### Trama
Come finalisti, Gi-hun, Sang-woo e Sae-byeok ricevono un cambio di vestiti e una cena elegante. La donna scopre però di essere ferita, colpita da una grossa scheggia di vetro dei pannelli del gioco precedente. Una volta terminata la cena, viene lasciato a ciascuno un coltello. Dopo che le luci si sono spente, Gi-hun chiede a Sae-byeok di fare squadra contro Sang-woo, ritenendolo uno spietato assassino per aver ucciso il vetraio, ma la ragazza, consapevole di non riuscire a sopravvivere a causa delle ferite riportate, suggella un patto: aiutare i familiari l'uno dell'altra qualora uno dei due dovesse vincere la partita finale. Sae-byeok peggiora e Gi-hun corre a chiedere aiuto, ma quando arrivano i guardiani, è già morta: Sang-woo ha infatti colto l'occasione per tagliarle la gola un attimo dopo che Gi-hun si era allontanato. Gi-hun, accecato dalla rabbia, si avventa contro Sang-woo, ma le guardie li fermano prima che possano uccidersi. Nel mentre, Jun-ho arriva su un'altra isola e prova invano a chiedere aiuto al suo capo con il telefono, e lì, Frontman raggiunge infine il detective su un dirupo insieme ad alcune guardie. Jun-ho spara alla spalla destra del Frontman, e quest'ultimo si toglie la maschera. Il detective è sconvolto: il Frontman non è altri che suo fratello In-ho, il quale lo invita a venire via con lui; Jun-ho però rifiuta, e In-ho gli spara a malincuore alla spalla sinistra, facendolo cadere in mare.

## Un giorno fortunato
- Titolo originale: 운수 좋은 날?, Unsu joh-eun nalLR; lett. "Giorno fortunato"
- Diretto da: Hwang Dong-hyuk
- Scritto da: Hwang Dong-hyuk

### Trama
Il sesto e ultimo gioco è il gioco del calamaro, in cui Gi-hun deve attaccare per raggiungere l'area dentro la testa del calamaro, mentre Sang-woo deve difendersi e spingere l'avversario fuori dal campo. Dopo una dura lotta sotto una pioggia incessante, Gi-hun batte Sang-woo; mentre lo accusa di essere un assassino, quest'ultimo difende il suo carattere da giustiziere come una scelta per mantenere l'equilibrio nel gioco; all'ultimo step sul gradino dei vincitori, Gi-hun si rifiuta però di completare il gioco e invoca la terza clausola per porvi fine, ma Sang-woo si autoinfligge una pugnalata al collo e nella sua agonia chiede a Gi-hun di usare il premio in denaro per aiutare sua madre. Sconvolto, Gi-hun torna così a casa con i soldi, ma trova la propria madre morta.
Un anno dopo, ancora traumatizzato dall'esperienza, Gi-hun vive in totale povertà, non avendo speso neanche un centesimo del premio vinto. Una notte riceve un invito dal suo gganbu presso un grattacielo cittadino, dove trova il giocatore 001, Oh Il-nam, ancora vivo ma ormai in fase terminale. Il-nam svela di essere la mente dietro l'operazione del gioco, creato per intrattenere i super ricchi annoiati come lui. I giochi sono basati sui suoi ricordi d'infanzia e il vecchio ha deciso di parteciparvi di persona per nostalgia. Il-nam chiede a Gi-hun di giocare un'ultima partita con lui per verificare se alle persone è rimasto un briciolo di umanità: se qualcuno aiuterà un ubriaco per strada prima di mezzanotte, Gi-hun avrà vinto e Il-nam gli dirà altro sul gioco; un po' prima un passante nota il barbone al gelo e proprio sullo scadere dell'ora interviene con la polizia, ma Il-nam muore al rintocco. Dopo che Gi-hun se ne va, arriva il Frontman, che chiude gli occhi a Il-nam. A questo punto arriva un flashback nel quale il Frontman aveva chiamato il presentatore del gioco ad accogliere i VIP: il presentatore era proprio Il-nam, che ha affermato di non voler vedere il gioco coi VIP, in quanto riteneva che giocare fosse nettamente meglio rispetto a guardare.
Ottenute tutte le risposte che voleva, Gi-hun mantiene le sue promesse: dopo essersi tagliato i capelli e averli tinti di rosso acceso, egli fa uscire dall'orfanotrofio il fratello di Sae-byeok, che viene affidato alla madre di Sang-woo, lasciandole una valigia piena di soldi. È quindi in procinto di lasciare il paese per ricongiungersi alla figlia, ma sulla strada vede qualcuno che gioca a ddakji mentre sta per essere reclutato dalla stessa persona che lo aveva invitato un anno prima: il protagonista prende la carta dell'uomo e chiama il numero, dichiarando di essere determinato a scoprire chi altri si cela dietro il sistema dei giochi; prima di prendere l'aereo verrà infatti chiamato al cellulare da una voce maschile che lo intima di salire sul volo. All'ultimo, Gi-Hun decide di non farlo. Voltandosi, torna indietro con passo deciso, determinato a porre fine ai giochi mortali una volta per tutte.